# 氟草胺
氟草胺（英語：Benfluralin）是一种二硝基苯胺类除草剂，用于控制杂草生长，2004年在美国的使用量约为700,000磅。
氟草胺的作用机制为抑制杂草根和芽的发育。